# Géza Gallos
Géza Gallos (Neufeld an der Leitha, 7 settembre 1948 – 3 novembre 2013) è stato un calciatore austriaco, di ruolo attaccante.